# 川西荚蒾
川西荚蒾（学名：Viburnum davidii）为五福花科荚蒾属的植物，是中国的特有植物。分布于中国大陆的四川等地，生长于海拔1,800米至2,400米的地区，一般生于山地，目前尚未由人工引种栽培。